# Warm-Glow-Effekt
Der Warm-Glow-Effekt (englisch: warm glow = warmes Glühen) bezeichnet in der Verhaltensökonomik das Gefühl von intrinsischer Zufriedenheit bis hin zu Freude oder Glück, welches Menschen empfinden, die sich prosozial verhalten und sich in altruistischer Weise um das Wohlergehen ihrer Mitmenschen kümmern.

## Merkmale
Großzügige Menschen leben nachweislich glücklicher als Menschen, deren Handeln von reinem Eigennutz und egoistischen Verhaltensweisen bestimmt ist. Schon der feste Vorsatz, freigiebiger zu werden, löst im Gehirn Veränderungen aus, die zu Glücksgefühlen führen. Neuroökonomen der Universität Zürich konnten diese Phänomene durch wissenschaftliche Studien nachweisen.

## Forschungsprojekte
Die Forscher Ernst Fehr und Philippe Tobler vom Institut für Volkswirtschaftslehre der Universität Zürich haben in Zusammenarbeit mit internationalen Fachleuten auf neuronaler Ebene das Zusammenspiel von drei Gehirnarealen untersucht, welches diesen Effekt erzeugt, und sammelten dadurch grundlegende Erkenntnisse über die Zusammenhänge zwischen Altruismus und Glücksempfinden.
Unterstützt wurde das Forschungsprojekt von der Templeton World Charity Foundation.

## Wissenschaftliche Studien an Probanden
In einem Experiment im Labor zur Erforschung sozialer und neuronaler Systeme (SNS Lab) am volkswirtschaftlichen Institut der Zürcher Universität mussten sich Probanden für oder gegen ein großzügiges Handeln entscheiden. Währenddessen wurden mittels Magnetresonanztomographie (MRT) Aktivitäten in drei Gehirnarealen untersucht, und zwar
- das prosoziale Verhalten und die Großzügigkeit im temporo-parietalen Übergang,
- das Glückserleben im ventralen Striatum und
- die Abwägung des Für und Wider bei einer Entscheidungsfindung im orbitofrontalen Kortex.

Diese drei Gehirnareale interagierten unterschiedlich, je nachdem, ob sich die Probanden für die Großzügigkeit oder für egoistisches Verhalten entschieden hatten. Hierbei stellte sich heraus, dass schon allein die Verpflichtung zur Großzügigkeit den altruistischen Bereich im Gehirn aktivierte und die Interaktion zwischen diesem und dem für das Glücksgefühl zuständigen Bereich verstärkte.
Als bemerkenswerte Erkenntnis werteten die Forscher, dass nicht in erster Linie das eigentliche Verhalten, sondern schon der reine Vorsatz eine neuronale Veränderung bewirkt, bevor dieser überhaupt realisiert wird.
Die erforschten Phänomene deckten sich auch mit weiteren wissenschaftlichen Studien, unter anderem von Hirnforschern der Universität zu Lübeck und der Feinberg School of Medicine in Chicago.